# 尾叶悬钩子
尾叶悬钩子（学名：Rubus caudifolius）为蔷薇科悬钩子属的植物，为中国的特有植物。分布于中国大陆的贵州、湖南、湖北、广西等地，生长于海拔800米至2,200米的地区，常生长在山坡路旁密林内及杂木林中，目前尚未由人工引种栽培。